# Цахуры
Цаху́ры, цахурцы (самоназвание — цахур.  йихъбы, цIaIхбы / yixbı, tsaxbı, лезг. цIахурар) — один из малочисленных лезгинских народов, исторически одна из этнографических групп лезгин. Народ лезгинской ветви нахско-дагестанской языковой семьи и один из коренных народов Кавказа, исторически проживающий в юго-западном Дагестане и северо-западном Азербайджане. 
Один из титульных народов Дагестана. Говорят на цахурском языке.
Цахуры, как и другие народности лезгинской группы, в этнокультурном отношении близки другим народам Дагестана. Предки этих народностей исторически входили в состав многоплемённого государственного объединения — Кавказской Албании, и были известны под общим именем «леков», «албанов» и «лезгинов».

## Этноним
Этноним «цахуры» (цахи) происходит от наименования аула Цахур. В отношении цахуров и рутульцев, населяющих верховья реки Самур, лезгины употребляют название ванавац, что значит «верхняя часть реки». Сами себя цахуры называют цIaIхбы либо йихъбы.
В прошлом, в разные периоды цахурцы были известны как албаны, леки (лакзы), лезгины или цахурские лезгины.
В Дагестане лезгины называют цахуров цӏахурар, рутульцы — гъалтахъар, аварцы — хъалтагъал, лакцы — цӏахъюр. В Азербайджане их называют «лезгинами» — лезгилер, либо «сахурами» — saxurlar (сахурлар).

## Расселение
По официальным данным, общая численность цахуров составляет около 30 тыс. человек. Проживают, в основном, в России (13 тыс. человек, в том числе 10 тыс. в Дагестане) и Азербайджане (12,3 тыс.). По неофициальным оценкам, общая численность цахуров может составлять 50 — 100 тыс.
Цахуры проживают в Рутульском районе Дагестана, где занимают высокогорную зону и верховья р. Самур, а также расселены на южных склонах Главного Кавказского хребта — в предгорных и равнинных селениях Загатальского и Гахского районов Азербайджана.
В Дагестане имеется 13 цахурских аулов: Цахур, Гельмец, Курдул (Лек), Микик, Мишлеш, Хиях, Сюгют, Муслах, Аттал, Корш, Джиных, Кальял, Мухах.
В Азербайджане цахуры проживают в 16 селениях: Дагъайбна-Мухах (7,2 тыс), Сувагел (Ени Сувагиль) (5,5—6 тыс), Каркай, Калял, Даглы (3 тыс), Мамрух (2,1 тыс), Сабунчи (2 тыс), Кум (1,5—2 тыс), Гёзбарах (2 тыс), Мишлеш (Чинчар) (7—7,5 тыс), Чинар (1,2 тыс), Лякит-Кетюклю (1,2 тыс), Агдам-Калял, Кас, Аласкар, Агъязы (Узюмлю) (1—1,5 тыс).
Имеется более десяти цахурских поселений: Новый Кальял, Камбулат, Казанкулак, Свердлово, Новый Мишлеш, Ленино, Правда — Новый Цахур и другие, которые возникли на прикутанных хозяйствах в Бабаюртовской зоне. Цахуры живут также в крупных городах: Махачкала (3167 чел.), Каспийск (117 чел.), Дербент (99 чел.), Кизляр (96 чел.), Южно-Сухокумск (61 чел.), и др.
В семи населённых пунктах Закатальского (Загаталского) и Кахского (Гахского) районов Азербайджана представлено смешанное население: Джимджимах (азербайджанцы и цахуры), Чардахлар (аварцы и цахуры), Тала (азербайджанцы, цахуры и аварцы), Гюллюк (азербайджанцы и цахуры), Зарна (азербайджанцы и цахуры). По данным переписи 1999 года 83 % азербайджанских цахуров проживали в сельской местности.
В части входивших в Цахское вольное общество селений цахуры говорят на азербайджанском языке.
Список населённых пунктов, в которых проживали или проживают цахуры, с указанием языков, на которых говорят жители:
Гахский район: 
- Гах (Къах) — смешанное население.
- Сарваг (Сарыбаш) — население говорит на азербайджанском языке.
- Илису — население говорит на азербайджанском языке.
- Агъчей (Агчай) — население говорит на азербайджанском языке.
- Гашгачей (Гашгачай) — население говорит на азербайджанском языке.
- Абрамчей (Абрамчай) — население говорит на азербайджанском языке.
- Кум (Гум) — население говорит на цахурском языке.
- Чинар  — население говорит на цахурском языке.
- Агъези (Узюмлю) — население говорит на цахурском языке.
- Лекит — частично сохранён цахурский язык.
- Лекит-Кётюклю — население говорит на цахурском языке.
- Зарна — частично сохранён цахурский язык.
- Джиных (Гюллюг) — частично сохранён цахурский язык.

Загатальский район:
- Загатала — смешанное население.
- Агъдам-Калел (Агъдам-Калял) — население говорит на цахурском языке.
- Джимджимех — частично перешли на азербайджанский язык.
- Сувагел (Сувагиль) — население говорит на цахурском языке.
- Кьас (Касс) — население говорит на цахурском языке.
- Кьаркьвай (Каркай) — население говорит на цахурском языке.
- Къалял (Галал) — население говорит на цахурском языке.
- Эзгилли — частично перешли на азербайджанский язык.
- Сапынджий (Сабунчи) — население говорит на цахурском языке.
- Гъаласкьар (Аласкар) — население говорит на цахурском языке.
- Мамрых, Мамрий (Мамрух) — население говорит на цахурском языке.
- Гудьбарах (Гёзбарах) — население говорит на цахурском языке.
- Заган (Заган) — население говорит на цахурском языке.
- Мухах (Мухах) — частично сохранён цахурский язык.
- Чобанкол (Чобанкёл) — население говорит на азербайджанском языке.
- Къымыр (Гымыр) — население говорит на азербайджанском языке.
- Къымырбазар (Гымырбазар) — население говорит на азербайджанском языке.
- Мишлеш-Тала (Юхары Тала) — частично сохранён цахурский язык.
- Чинчар (Мишлеш) — население говорит на цахурском языке.
- Даглы — частично сохранён цахурский язык.[43]
- Къандах (Гандах) — население говорит на азербайджанском языке.
- Лагьидж — население говорит на цахурском языке.
- Чардахлар — частично сохранён цахурский язык.

Рутульский район:
- Лек (Курдул) — население говорит на цахурском языке.
- Гелмец (Гельмец) — население говорит на цахурском языке.
- Микик — население говорит на цахурском языке.
- Хийагь (Хиях) — население говорит на цахурском языке.
- Цах, Цахур — население говорит на цахурском языке.
- Хьойик (Согуют, Сюгют) — население говорит на цахурском языке.
- Мишлеш — население говорит на цахурском языке.
- Муслах — население говорит на цахурском языке.
- Корш (Корш) — население говорит на цахурском языке.
- Джинагь, Джинний (Джиных) — население говорит на цахурском языке.
- Аттал — население говорит на цахурском языке.
- Калел (Кальял) — население говорит на цахурском языке.
- Мухах, Баш Мухах — население говорит на цахурском языке.

Бабаюртовский район:
- Новый Цахур (Правда),
- Новый Мишлеш,
- Калел (Новый Кальял),
- Камбулат,
- Нов. Гельмец,
- Нов. Муслах (Свердлово).

## Этническая история

### Этногенез
По языку цахуры относятся к нахско-дагестанской (северо-восточной) семье, в которой представлены три нахских и 26 дагестанских языков. Этноним йихъбы обнаруживает сходство со всеми этнонимами народов Северо-Восточного Кавказа. Общность цахуров (цахов) с дагестанскими и нахскими народами прослеживается не только в языке, культуре, антропологии, но и в истории.

### Ранняя история
Происхождение цахуров уходит в глубь веков и связано с древнейшими насельниками Кавказа, создателями развитой культуры (конец IV тысячелетия до н. э.). Цахуры — одна из самых древних упоминаемых в источниках Закавказья и Дагестана народностей. Непосредственными предками современных цахуров и других лезгиноязычных народов являются албанские племена, объединившиеся в конце II — середине I веков до н. э. в Кавказскую Албанию.
Предки цахуров с другими лезгиноязычными народами занимали цельную территорию на юго-западе Кавказской Албании, граничащую с Арменией и Иберией. Есть предположение, что цахуры в прошлом занимали значительно бо́льшую территорию, чем в XIX—начале XX вв..
Древние памятники зодчества, связанные с христианством в Кавказской Албании, представлены в цахурских селениях Кум, Лекит (Кахский район Республики Азербайджан), и Мамрух (Закатальский район Республики Азербайджан):
а) в селении Кум сохранились развалины Базиличного храма, датированные исследователями VI веком.
б) в Леките — развалины круглой церкви, входящей в состав большого монастырского или замкового комплекса строений, датированных VII веком.
в) в Мамрухе — развалины средневекового храма, датируемого III—IV вв. н. э.
Кроме указанных храмов, в этом регионе имеются и другие памятники зодчества старины — крепости, храмы.

### Цахуры в XV—XIX вв.
Первые сведения о цахурах встречаются в грузинских и армянских источниках VII века: в одних упоминается страна Цукети, а в других — её жители — «цахайки». Главное селение дагестанских цахуров — Цахур — существовало уже в XI—XII вв., о чём свидетельствуют найденные и датированные этим периодом надписи. В XIII веке о Цахуре сообщает арабский учёный Закария аль-Казвини. Он писал, что это

…большой город, густонаселённый, расположенный в шести переходах от Ганджи. Это главный город страны Лакзан. Холод в нём очень силён. Вода города из реки, называемой Самур… Пища их состоит из злака, называемого сульт, внешне он похож на ячмень, а качество его — качество пшеницы… Каждый из них сеет достаточное для него количество этого зерна и питается этим и молоком своих маленьких овец и кислым молоком их. Они носят одежду из шерсти этих овец. Нет у них начальника, но есть у них проповедник, который молится с ними согласно учению имама аль-Шафии.

По сообщению Закарии аль-Казвини, в XIII веке цахуры занимались овцеводством, имели «города», укрепления и исповедовали ислам. Существование цахурских населённых пунктов в указанный период, однако, не закрывает вопрос об этногенезе цахурского народа. Степень генетического родства лезгинских языков показывает, что цахуро-рутульский язык наряду с другими языками этой группы до VI—VII веков являлся локальной единицей, «видимо, с выраженной диалектной обособленностью». В X веке на территории, занимаемой носителями лезгинских языков, в том числе и цахурами, существовало раннефеодальное государственное образование Лакз. При этом ни один из авторов IX—XV вв. ни словом не упоминает о лезгинах, цахурах, рутульцах и агулах. Все эти народы, а порой и другие, объединялись под названием «жители страны Лакз». Как пишет Ихилов, «мы склонны считать, что до XV в. цахуры и рутулы ещё не выделялись из лезгинской этнической среды и продолжали считаться одним народом с лезгинами, хотя у них и складывались свои языки и особенности быта и культуры».
В XV веке на территории проживания цахуров возникло феодальное образование с центром в ауле Цахур — Цахурское ханство.
С течением времени цахуры продвинулись к югу и расселились также в Кахском и Джарском эриставствах. Процесс переселения части цахуров из Дагестана на юг, в пределы северо-западного Азербайджана, завершился в XVII веке. Среди русских историков XIX века (Линевич, Эсадзе и других) существовало мнение, что цахуры, которых они называли «лезгинами», являются пришельцами, захватившими в XVII веке часть территории Кахетинского царства. Однако эта точка зрения является неверной. От царевича Вахушти известно, что уже в XVI веке в нагорных частях Кахетии существовало множество цахурских поселений. К началу XVIII века на указанной территории окончательно оформились аварские и цахурские вольные общества, более известные как Джаро-белоканские вольные общества.
В состав Илисуйского султаната также вошли три цахурских вольных общества, сохранивших при этом своё внутреннее самоуправление. Население султаната находилось под сильным влиянием азербайджанской культуры. Илисуйский султанат просуществовал до 1844 года, пока он не был ликвидирован российскими властями. После его ликвидации здесь была введена русская администрация. Часть цахурских селений вошла в состав Джаро-Белоканского округа, преобразованного в 1859 году в Закатальский округ, а остальные — в Самурский округ, входивший первоначально в Каспийскую область, а затем в Дербентскую губернию и Дагестанскую область.
В 1852 году российские власти с целью лишить движение Шамиля поддержки цахуров насильно переселили их на Приалазанскую равнину; 15 селений в верховьях Самура были до основания разрушены войсками. Лишь в 1861 году цахурам было разрешено вернуться в прежние места проживания. По сведениям 1875 года, опубликованным в «Алфавитном списке народов, обитающих в Российской империи», цахуры общей численностью 2430 человек проживали на территории Самурского округа Дагестанской области. По данным Памятной книжки Дагестанской области от 1895 года, цахуры общей численностью 5149 человек населяли Гельмецкое, Джинихское, Кальяльское, Муслахское, Мишлешское и Цахурское сельские общества Лучекского наибства в Самурском округе.

## Язык
Цахурский язык относится к лезгинской ветви нахско-дагестанской языковой семьи. Наиболее близок он к рутульскому языку, с которым у него имеется существенная близость морфологии и лексики. Ввиду длительных контактов цахуров с азербайджанцами цахурский язык подвергся значительному влиянию азербайджанского языка. Внутри цахурского языка выделяются цахурско-сувагильский, гельмецко-курдульский и сабунчинский диалекты. Среди дагестанских цахуров распространены также русский и азербайджанский языки, а для азербайджанских цахуров вторым языком является азербайджанский.
Первые сведения о цахурском языке были опубликованы в работе Р. Эркерта «Die Sprachen des kaukasischen Stammes» „Языки кавказских племён“. В последующем цахурскому языку была посвящена ценная работа А. Дирра «Цахурский язык».
До 1864 года цахуры для письма использовали изменённую арабскую письменность. В начале 1930-х гг. А. Н. Генко разработал цахурский алфавит на основе латиницы. В 1935—1938 годах в начальных школах велось обучение на цахурском языке. В основу складывающегося литературного языка был положен говор села Цахур, однако уже в 1938 году преподавание и книгоиздание на цахурском языке было прекращено; было решено, что культурные нужды цахурского народа могут обслуживать азербайджанский и русский языки.
До 1952 года в цахурских школах обучение велось на азербайджанском языке, а с 1952 года — на русском. В 1990 году постановлением Совета министров Дагестанской АССР для цахурского, агульского и рутульского языков был определён статус письменного языка. В том же году на основе кириллицы был создан новый цахурский алфавит, а в 1996 году в Баку была опубликована цахурская азбука на латинской основе.
В настоящее время цахурский язык имеет статус одного из государственных языков Республики Дагестан. В Республике Дагестан цахурский язык и цахурскую литературу в школах изучают с первого класса. В 2003 году приказом Министерства образования Азербайджана были утверждены учебные программы для 1-4 классов начальной школы по нескольким языкам народов Азербайджана, в том числе и по цахурскому.

## Общие сведения
Верующие цахуры исповедуют ислам суннитского толка (шафиитский мазхаб). Принятие цахурами ислама относится к X—XI вв.. Закария аль-Казвини, посетивший в середине XIII века селение Цахур, сообщал, что «жители этого города все шафииты. В нём медресе, основал его Низам ал-Мулк Хасан ибн Исхак…».
Антропологически относятся к каспийскому типу европеоидной расы. По пигментации им близки табасаранцы.

### Культура
В 1992 году было создано культурно-историческое общество «Цахуры», целью которого является возрождение и развитие культуры цахурского народа и улучшение его социальной сферы. В Дагестане на цахурском языке издаётся газета Нур, выходит детский журнал «Лачин», музыкальная телепередача «Алшан»; ежедневно ведутся теле- и радиопередачи. В ДГПУ функционирует факультет дагестанской филологии, в ДГУ — отделение дагестанских языков, где готовят специалистов по цахурскому языку. В 2014 году в Москве было создано цахурское национально-культурное общество (национально-культурная автономия), которое возглавил общественный деятель Рафаэль Алиев. С 2009 года на цахурском языке начал издаваться детский журнал «Соколёнок». Существует танцевальный ансамбль «Цахур».
В Азербайджане функционирует Цахурский культурный центр в Загатале, занимающийся развитием танцевальных и певческих коллективов. Один из них, «Джейранум», выступает в Загатале и Баку. В 2009 году был снят короткометражный фильм «Спиной к Кыбле» (цахур. Kiblayıka yıkыhiyna, азерб. Arxası qibləyə) ставший первым в мире художественным фильмом на цахурском языке. Песенно-музыкальная культура цахуров испытала влияние культуры соседей-азербайджанцев.